# 樂soccer
樂 SOCCER(영어: LIKE SOCCER) 또는 락싸, 락싸커, 아이라이크사커(영어: I LIKE SOCCER)는 2016년 5월 12일에 개설된 축구 커뮤니티 사이트다.

## 배경
2016년 5월이 끝나기 전 아이러브사커는 2002년 FIFA 월드컵 이후 만든 사이트고 2016년 5월 12일 아이라이크사커가 개설되었다.
창설자는 박 수 하이다. AS모나코 팬카페로 사용할 목적으로 만든 카페였지만 아이러브사커가 망한 이후 아이라이크사커로 탈바꿈 하게 되었다.

## 같이 보기
- 아이러브사커
- 아이러브전북사커